# Fuenteheridos
Fuenteheridos è un comune spagnolo di 641 abitanti situato nella comunità autonoma dell'Andalusia.

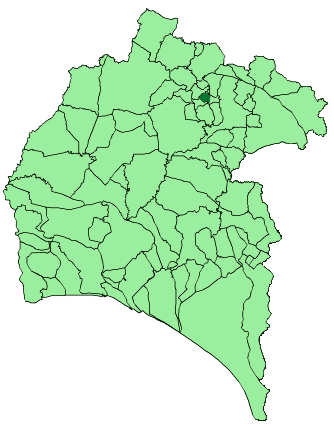
Mappa del comune nella provincia